# فردریک ویلیام مک‌مانیز
فردریک ویلیام مک‌مانیز (انگلیسی: Frederick William MacMonnies; ۲۸ سپتامبر ۱۸۶۳ – ۲۲ مارس ۱۹۳۷) مجسمه‌ساز و نقاش اهل ایالات متحده آمریکا بود.
از افتخارات وی میتوان به کسب مدال نقره مجسمه‌سازی مدال و نقش برجسته در بخش مسابقات هنری بازی‌های المپیک تابستانی ۱۹۳۲ اشاره کرد.